# 도종환
도종환(都鍾煥, 1955년 9월 27일~)은 대한민국의 교사 겸 시인 출신 정치인이다. 중등 교사로 재직할 때 쓴 시집인 '접시꽃 당신'이 히트를 치며 이름을 알렸다. 정계 입문 이후에는 제19-21대 국회의원, 제50대 문화체육관광부 장관을 역임하였다. 본관은 성주이며 충청북도 청주 출생이다.

## 생애
1980년 충북대학교 국어교육학과를 졸업하고, 1982년 동 대학원 석사학위를 받았다. 2006년 충남대학교 대학원 국문학과에서 박사학위를 받았다. 1985년 아내와 사별하였다. 현재 가족은 1991년에 재혼한 아내와 1983년생 1985년생 2남이 있다.
1984년 동인지 《분단시대》를 통해 작품 활동을 시작했다. 1990년 제8회 신동엽창작기금을 수상하였다. 1997년 제7회 민족예술상, 2006년 제2회 거창 평화인권문학상, 2008년 제2회 제비꽃시인상, 2009년 제22회 정지용 문학상, 2010년 제5회 윤동주상 문학 대상, 2011년 제13회 백석문학상, 2012년 제20회 공초문학상을 수상하였다.
2012년 대한민국 제19대 총선에서 민주통합당 비례대표 16번으로 국회의원에 당선되었고, 2016년 대한민국 제20대 총선에서는 더불어민주당 충북 청주흥덕 지역구 국회의원에 당선되었다. 
2017년 6월 16일 제7대 문화체육관광부 장관에 취임하였다. 문화체육관광부 장관 후보자 국회 인사청문회에서 자유한국당 이장우 의원이 "장관 후보자 입장에서 국가보안법 폐지에 대해 어떻게 생각하는가"라고 묻자 "무조건 찬성하지 않는다. 국가보안법은 지난 정권에서도 굉장히 논란이 많았기 때문에 신중해야 한다"라고 대답하였고, "2005년 6·15 공동 선언 실천을 위한 민족문학작가대회에서 강정구 전 동국대 교수가 ‘6·25 전쟁은 민족 해방 전쟁’이라고 말해 파문이 일었는데, 당시 강 전 교수를 지지하는 성명을 내지 않았느냐"는 질문에 대해서는 "모르겠다 강정구 전 교수의 당시 발언에 대해 동의하지 않는다"고 말했다. 2004년 평양에 가서 방북기에 "‘서울이 욕망의 빛깔, 온갖 현란함과 어지러운 빛깔, 유혹과 타락과 탐욕이 뒤섞인 빛이라면 평양의 빛은 그것들을 털어버리고 담백한 자존심으로 서 있는 승복의 빛’이라고 했다”고 지적하자, "밤에 거기(평양)는 불이 안 들어오는 깜깜한 도시였다. 우리(서울)는 화려한 네온사인이 있지만, 거기(평양)는 죽음의 도시 같았다"고 했다. "방북 당시 당국의 지침을 어기고 북한의 '조국통일 3대헌장 기념탑'을 방문했다는 증언이 있다"고 지적에 대해 "가지 않았다"고 반박하였지만 통일부는 후보자의 방북 관련 자료에 대해 공공기관 정보 보호 등으로 자료 제출을 거부했다. 문화체육관광부 장관 재임 중 '2032년 올림픽 남북 공동 유치'를 추진했으며, 2019년 4월 2일 퇴임했다.
21대까지 국회의원을 지냈으나, 22대 총선에서는 컷오프되었다. 22대 총선 이후 문단으로 복귀하여 창작과비평사를 통해 시집 "정오에서 가장 먼 시간"을 발표했다.

## 학력
- 중앙국민학교 졸업
- 청주중학교 졸업
- 원주고등학교 졸업
- 1980년 충북대학교 국어교육학 학사
- 1982년 충북대학교 교육대학원 국어교육전공 석사과정, 교육학 석사(학위논문명: '의식'적 측면에서 본 한국현대소설 연구)
- 2006년 충남대학교 대학원 국어국문학과 현대문학전공 박사과정, 문학박사(학위논문명: 오장환 시 연구)

## 경력
- 1998.09~2004.03 덕산중학교 교사
- 주성대학 문예창작과 겸임교수
- 한국민족예술인총연합 충북지회 문학위원회 위원장
- 전국교직원노동조합 청주지부장
- 2006 민족문학작가회의 부이사장
- 2008 한국작가회의 사무총장
- 2008 한국민족예술인총연합 부회장
- 2012.02~2012.03 민주통합당 공천심사위원회 위원
- 2015.08~2015.12 새정치민주연합 한국사 교과서 국정화 저지 특별위원회 위원장
- 2016.01~2016.02 더불어민주당 당무위원 겸 대변인
- 2016.08~2017.06 더불어민주당 충청북도당 위원장
- 2017.06~2019.04 제7대 문화체육관광부 장관
- 2020.09~2021.01 더불어민주당 중앙당 선거관리위원회 위원장
- 2020.11~민주주의 4.0 연구원 이사장
- 2021.04 더불어민주당 비상대책위원장
- 2021.04 민주연구원 이사장
- 2021.05~더불어민주당 미디어혁신특별위원회 고문

### 의정 활동
- 2012.05~2016.05 제19대 국회의원(비례대표, 민주통합당→민주당→새정치민주연합→ 더불어민주당, 초선)
  - 2012.07~2013.03 제19대 국회 전반기 문화체육관광방송통신위원회 위원
  - 2013.03~2016.05 제19대 국회 전반기, 후반기 교육문화체육관광위원회 위원
- 2016.05~2020.05 제20대 국회의원(충북 청주시 흥덕구, 더불어민주당, 재선)
  - 2016.06~2017.07 제20대 국회 전반기 교육문화체육관광위원회 간사
  - 2017.07~2018.05 제20대 국회 전반기 농림축산식품해양수산위원회 위원
  - 2018.07~2020.05 제20대 국회 후반기 국방위원회 위원
- 2020.05~2024.05 제21대 국회의원(충북 청주시 흥덕구, 더불어민주당, 3선)
  - 2020.06~2021.08 제21대 국회 전반기 문화체육관광위원회 위원장
  - 2021.09~2022.05 제21대 국회 전반기 교육위원회 위원
  - 2022.07~2024.05 제21대 국회 후반기 교육위원회 위원
  - 2023.06~2024.05 제21대 국회 후반기 예산결산특별위원회 위원

## 작품
도종환 작가의 대표작으로는 《담쟁이》,《접시꽃 당신》,《당신은 누구십니까》,<내가 사랑하는 당신은>, 산문집에 《지금은 묻어둔 그리움》 등이 있다. S.E.S.의 '차라리 당신을 잊고자 할 때'의 원작자이기도 하다. 
시 〈담쟁이〉는 절망스러운 상황에서도 포기하지 않는 용기와 의지를 주제로 한다.

## 역대 선거 결과
|  | 36.45% |

|  | 45.75% |

|  | 55.80% |

## 소속 정당
| 소속 정당 | 소속 정당      | 소속 기간 | 비고      |
| --------- | -------------- | --------- | --------- |
|           | 민주통합당     | 2012~2013 | 정계 입문 |
|           | 민주당         | 2013~2014 | 당명 변경 |
|           | 새정치민주연합 | 2014~2015 | 합당      |
|           | 더불어민주당   | 2015~현재 | 당명 변경 |

## 같이 보기
- 대한민국 제19대 국회의원 선거 민주통합당 후보 목록#비례대표
- 청주시 흥덕구 (2016년 선거구)
- 청주시 흥덕구의 국회의원
- 대한민국의 문화체육관광부 장관